# Aberto de Brasília 2010
L'Aberto de Brasília 2010 è un torneo professionistico di tennis maschile giocato sul cemento, che faceva parte dell'ATP Challenger Tour 2010. Si è giocato a Brasilia in Brasile dal 9 al 14 agosto 2010.

## Partecipanti

### Teste di serie
| Nazionalità | Giocatore         | Ranking* | Testa di serie |
| ----------- | ----------------- | -------- | -------------- |
| Brasile     | Ricardo Mello     | 88       | 1              |
| Argentina   | Federico Delbonis | 122      | 2              |
| Francia     | David Guez        | 129      | 3              |
| Francia     | Josselin Ouanna   | 136      | 4              |
| Brasile     | João Souza        | 139      | 5              |
| Brasile     | Thiago Alves      | 145      | 6              |
| Brasile     | Marcos Daniel     | 152      | 7              |
| Bielorussia | Uladzimir Ihnacik | 173      | 8              |

- Ranking al 2 agosto 2010.

### Altri partecipanti
Giocatori che hanno ricevuto una wild card:
- Guilherme Clezar
- Rogério Dutra da Silva
- Augusto Laranja
- Fernando Romboli

Giocatori che hanno ricevuto un Alternate:
- Charles-Antoine Brézac

Giocatori passati dalle qualificazioni:
- Robert Farah
- Marcel Felder
- Fabrice Martin
- Nicholas Monroe

## Campioni

### Singolare
Tatsuma Itō ha battuto in finale  Izak van der Merwe, 6–4, 6–4

### Doppio
Franco Ferreiro /  André Sá hanno battuto in finale  Ricardo Mello /  Caio Zampieri, 7–6(5), 6–3